# 両性説
両性説（りょうせいせつ, ギリシア語: Δυοφυσιτισμός, ラテン語: Dyophysitismus, 英語: Dyophysitism）または両性論（りょうせいろん）は、キリスト教用語で、キリストが神性と人性を持つという考え方。イエス・キリストをどう理解するかというキリスト論の発展の歴史の中で生み出され、議論された。両性説では、神の子イエスは人間を救うため処女懐胎で受肉し、人間としての肉体を持って現世に現れたと説明される。
キリスト人間説や、仮現説・マルキオンのキリストの人性を否定する説（キリストは神であり人間としての肉体を持たないとする説）は異端として排斥された。

## 概説
両性説は、イエス・キリストは神性を持つ（すなわち完全に神である）と同時に人性も持つ（完全に人間である）という考え方である。451年のカルケドン公会議で単性説を退ける形で正式に採択されたが、以後もこの問題に関しての議論が絶えなかった。すなわち、カルケドン公会議以後、公会議の宣言した両性説の立場に立つカルケドン派（ギリシャ正教系正教会とカトリック教会の母体）と、イエスは神性と人性を併せ持つとする点では両性説と同じだが、「2つの性は合一する」と考える合性説を主張する非カルケドン派に分かれての神学論争が続いた。カルケドン派は合性説を「人性は神性に融合し、摂取され、単一の性になった」とするコンスタンチノープルのエウテュケスのキリスト論と同じく単性説の一種と見做し、非カルケドン派は単性説をエウテュケス派に限定してカルケドン公会議の裁定は誤解・不服と主張し、また両性説はネストリウス派に接近するものと論じた。
これを収拾するため単意説が唱えられることになったが、さらなる混乱を引き起こす結果を招いた。最終的にこの問題は681年の第3コンスタンティノポリス公会議で決着し、両性説が正統教義とされることになる。しかし、不服ながら異端と見なされた合性論派（非カルケドン派正教会）の大規模な分立（シスマ）を起こす結果となった。

## 仏教の三身説との比較
大乗仏教では三身説をとるが、姿・形をもたない宇宙の真理たる法身仏、有始・無終の存在で衆生を救う仏である報身仏（人間に対する方便として人の姿をして現れることもある）に対して、応身仏である釈迦如来は衆生を救うため人間としてこの世に現れた仏であると説明される。
釈迦を単なる人間ではなく超人的存在と捉える三身説は、キリスト教の三位一体論や両性説と比較研究されることが多い。しかしキリスト教では両性説を否定する教派（キリスト人間説）は異端として完全に排斥されたが、仏教では「釈迦は人間である」という教派が完全に消滅させられることはなく、また大乗仏教の各教派内でも「釈迦は何者であったか」という認識が教派ごとに異なることから、植田重雄は三身説と両性説（三位一体論）を単純に比較することは難しいと論じている。